# یواس‌اس پللیو (ال‌اچ‌ای-۵)
یواس‌اس پللیو (ال‌اچ‌ای-۵) (به انگلیسی: USS Peleliu (LHA-5)) یک کشتی است که طول آن ۸۲۰ فوت (۲۵۰ متر) می‌باشد. این کشتی در سال ۱۹۷۸ ساخته شد.